# Biking Borders – Eine etwas andere Reise
Biking Borders – Eine etwas andere Reise ist ein deutscher Dokumentarfilm aus dem Jahr 2019. Der Film dokumentiert die Reise von Nono Konopka und Maximilian Jabs, die in den Jahren 2018 und 2019 im Rahmen einer Spendenaktion für den Bau einer Grundschule mit dem Fahrrad von Berlin nach Peking reisten. Der Film ist am 19. Februar 2021 auf den Streaming-Plattformen Netflix und Amazon Prime erschienen.

## Handlung
Die beiden Studienkollegen Nono Konopka und Maximilian Jabs begannen am 2. September 2018 eine 15.400 Kilometer lange Fahrradreise von Berlin bis nach Peking, um Spenden für die Hilfsorganisation Pencils of Promise zu sammeln. Das Ziel der Reise bestand darin, insgesamt fünfzigtausend Euro an Spenden einzunehmen, um den Bau einer Grundschule in Guatemala zu finanzieren. Der Film handelt hauptsächlich von Konopkas und Jabs Begegnungen, Erlebnissen und ihren Gedanken während der mehr als 249-tägigen Fahrt durch achtzehn Länder. Der Film endet mit Konopkas und Jabs Erreichen von Peking und der Eröffnung einer durch die Reise finanzierten Grundschule in Guatemala.

## Spendenkampagne
Das Projekt erhielt große mediale Aufmerksamkeit und konnte über 100.000 Euro an Spenden für die Hilfsorganisation Pencils of Promise generieren. Mit den Spenden wurden zwei Grundschulen in den ländlichen Gebieten Paraje Xoljoc und Cantón Pacúm in Guatemala erbaut. Durch die Spendenkampagne haben 1580 Kinder aus diesen beiden Regionen nun Zugang zu Bildung. In Deutschland veranstalteten Konopka und Jabs eine Benefiz-Fahrradtour und wurden von Prominenten wie Joko Winterscheidt, Fynn Kliemann, und Aminata Belli unterstützt.

## Produktion
Konopka und Jabs planten nach eigenen Angaben während ihrer Reise noch nicht, einen Film aus ihren Aufnahmen zu produzieren; die Idee dazu kam erst einige Zeit nach ihrer Rückkehr nach Deutschland. Die rund 120 Stunden Filmmaterial entstanden, um während der Reise in Form von Vlogs auf YouTube über die Spendenkampagne zu informieren. Die Firma FilmCrew Media GmbH hat das Projekt in der Postproduktion begleitet. Jabs war für die Regie des Films zuständig, während Konopka verantwortlicher Produzent war.
Im März 2021 erschien das Buch Lektionen für ein richtig gutes Leben, in welchem Konopka seine Erfahrungen der Reise verarbeitet. Das Buch wurde in der Woche nach Ersterscheinung in die Spiegel-Bestseller-Liste aufgenommen.

## Veröffentlichungen
Neben der Veröffentlichung auf Streaming-Plattformen wie Netflix und Amazon Prime wurde der Film auch auf Festivals wie den Filmnächten Chemnitz gezeigt. Die deutsche TV-Erstausstrahlung fand am 29. Juni 2021 auf ARD-alpha statt.